# Tony Cullen
Anthony Scott Cullen (sinh ngày 30 tháng 9 năm 1969) là một cầu thủ bóng đá người Anh thi đấu ở vị trí tiền vệ chạy cánh cho Sunderland.